# Liste der Bodendenkmäler in Lautertal (Oberfranken)
Auf dieser Seite sind die Bodendenkmäler in der oberfränkischen Gemeinde Lautertal zusammengestellt. Diese Tabelle ist eine Teilliste der Liste der Bodendenkmäler in Bayern. Grundlage ist die Bayerische Denkmalliste, die auf Basis des Bayerischen Denkmalschutzgesetzes vom 1. Oktober 1973 erstmals erstellt wurde und seither durch das Bayerische Landesamt für Denkmalpflege geführt wird. Die folgenden Angaben ersetzen nicht die rechtsverbindliche Auskunft der Denkmalschutzbehörde.

## Bodendenkmäler der Gemeinde Lautertal

### Bodendenkmäler in der Gemarkung Mirsdorf
| Lage                | Objekt                                                           | Akten-Nr.     | Bild |
| ------------------- | ---------------------------------------------------------------- | ------------- | ---- |
| Mirsdorf (Standort) | Bestattungsplatz mit Grabhügeln vorgeschichtlicher Zeitstellung. | D-4-5631-0014 |      |

### Bodendenkmäler in der Gemarkung Neukirchen
| Lage                  | Objekt                                                                                                  | Akten-Nr.     | Bild |
| --------------------- | --- | ------------- | ---- |
| Neukirchen (Standort) | Vorgeschichtliche Abschnittsbefestigung.                                                                | D-4-5631-0035 |      |
| Neukirchen (Standort) | Siedlung der Linearbandkeramik.                                                                         | D-4-5631-0036 |      |
| Neukirchen (Standort) | Befunde des Mittelalters und der frühen Neuzeit im Bereich der evang.-luth-Filialkirche von Neukirchen. | D-4-5631-0090 |      |

### Bodendenkmäler in der Gemarkung Oberlauter
| Lage                  | Objekt                                                            | Akten-Nr.     | Bild |
| --------------------- | ----------------------------------------------------------------- | ------------- | ---- |
| Oberlauter (Standort) | Freilandstation des Mesolithikums und vorgeschichtliche Siedlung. | D-4-5631-0034 |      |

### Bodendenkmäler in der Gemarkung Rottenbach
| Lage                  | Objekt | Akten-Nr.     | Bild |
| --------------------- | --- | ------------- | ---- |
| Rottenbach (Standort) | Burgstall des Mittelalters. | D-4-5631-0056 |      |
| Rottenbach (Standort) | Befunde des Mittelalters und der frühen Neuzeit im Bereich der Evangelisch-Lutherischen Pfarrkirche St. Matthäus von Rottenbach mit ummauertem Kirchhof. | D-4-5631-0086 |      |

### Bodendenkmäler in der Gemarkung Tiefenlauter
| Lage                    | Objekt                       | Akten-Nr.     | Bild |
| ----------------------- | ---------------------------- | ------------- | ---- |
| Tiefenlauter (Standort) | Mittelalterlicher Turmhügel. | D-4-5631-0052 |      |

### Bodendenkmäler in der Gemarkung Tremersdorf
| Lage                   | Objekt                                              | Akten-Nr.     | Bild |
| ---------------------- | --------------------------------------------------- | ------------- | ---- |
| Tremersdorf (Standort) | Freilandstation des Mesolithikums.                  | D-4-5631-0022 |      |
| Tremersdorf (Standort) | Freilandstation des Mesolithikums.                  | D-4-5631-0023 |      |
| Tremersdorf (Standort) | Siedlung vor- und frühgeschichtlicher Zeitstellung. | D-4-5631-0053 |      |

### Bodendenkmäler in der Gemarkung Unterlauter
| Lage                   | Objekt | Akten-Nr.     | Bild |
| ---------------------- | --- | ------------- | ---- |
| Unterlauter (Standort) | Siedlung der Linearbandkeramik sowie der Hallstatt- und der römischen Kaiserzeit.                                                       | D-4-5631-0037 |      |
| Unterlauter (Standort) | Siedlung der Hallstattzeit. | D-4-5631-0098 |      |
| Unterlauter (Standort) | Vorgängerbau sowie Befunde des Mittelalters und der frühen Neuzeit im Bereich der Evangelisch-Lutherischen Pfarrkirche von Unterlauter. | D-4-5731-1069 |      |